# Aeletes flavitarsis
Aeletes flavitarsis är en skalbaggsart som beskrevs av Lewis 1879. Aeletes flavitarsis ingår i släktet Aeletes och familjen stumpbaggar. Inga underarter finns listade i Catalogue of Life.